# Phare de Corrubedo
Le phare de Corrubedo est un phare situé sur la péninsule de Cabo Corrubedo, dans la paroisse civile de Corrubedo (es) de la commune de Ribeira, dans la province de La Corogne (Galice en Espagne).
Il est géré par l'autorité portuaire de Vilagarcía de Arousa.

## Histoire
Cabo Corrubedo est le cap espagnol le plus dangereux au sud du cap Finisterre. Il se situe dans la zone du complexe dunaire de Corrubedo et lagunes de Carregal et Vixán.
Le phare a été mis en service en 1854 à l'entrée de la Ría de Muros y Noia, une partie des Rías Baixas pour marquer la dangerosité des bas-fonds. Il est situé à environ 1.5 km à l'ouest de la ville de Corrubedo. C'est une tour circulaire en granit, avec double galerie et lanterne, placée contre une maison de gardiens semi-circulaire d'un seul étage, peinte en blanc et pierres apparentes.
Il est doté d'une lentille de Fresnel de 3e ordre. Sa caractéristique actuelle est un groupe de 5 éclats blancs (3+2) toutes les 20 secondes, et d'un secteur rouge pour ne pas le confondre avec le phare de l'île de Sálvora. Cet ajout avait été demandé en 1934 par les marins. En 1935 le phare a été électrifié avec une lampe à incandescence. Une corne de brume émet 5 blasts toutes les minutes. Automatisé depuis 1980, le phare dispose aussi d'un radar Racon diffusant le lettre K en code morse.
Identifiant : ARLHS : SPA012 ; ES-04100 - Amirauté : D1794 - NGA : 2716.
|                                            |
| Cabo Corrubedo (Parc Naturel de Corrubedo) |

|             |
| La lanterne |

### Lien connexe
- Liste des phares d'Espagne